# Henry Thomsen
Henry Christian Thomsen (født 18. september 1906 i Thisted, død 4. december 1944 på transport mellem Neuengamme koncentrationslejr og Flensborg i Tyskland) var en dansk skibsfører og kroejer, som under 2. verdenskrig og besættelsen var frihedskæmper og aktiv i redningen af de danske jøder over Øresund til Sverige.

## Kroejer
Thomsen stammede fra Thisted, fik 23 år gammel skibsførereksamen og førte med det samme eget skib, M/S Grethe. Han blev gift 19. september 1931 med Ellen Margrethe (11. september 1912 - ?). Han sejlede derefter til 1942, da han sammen med sin hustru Ellen Margrethe købte Snekkersten Kro og Badehotel. Politisk var han medlem af Socialdemokratiet.

## Modstandsaktiviteter
Fra begyndelsen af 1943 eller tidligere var han aktiv i flugthjælp og ruteaktivitet med tilknytning til Dansk-Svensk Flygtningetjeneste og Holger Danske. I den egenskab var han med til at hjælpe mange danske jøder over Øresund til sikkerhed i Sverige under redningen i oktober 1943.
Snekkersten Kro blev et centralt opsamlingssted for flygtninge, og Thomsens egen båd Margrethe var den primære drivkraft til transportere. Thomsens illegale transportvirksomhed foregik i tæt samarbejde med Holger Danske. Derudover samarbejdede han med redaktør Leif B. Hendil, direktør Knud Parkov fra Wiibroes Bryggeri, og med "Lyngby-Kredsen", en illegal gruppe, der ligeledes arbejdede med transporter samt læge Jørgen Gersfelt i Snekkersten.
Gestapo fik mistanke til ægteparret på Snekkersten Kro, og kroejer Thomsen blev flere gange ført til afhøring på Dagmarhus. Én gang var han fængslet i en hel uge, før han blev frigivet på grund af mangel på bevis.

### Afsløring, deportation og død
Modstandsmanden Holger Nyhuus Kristoffersen var i 1944 psykisk nedbrudt og søgte et rekreationsophold i Humlebæk sammen med sin kone og kontaktede Henry Thomsen for at finde en sikker lokalitet. Telefonsamtalen med kroejeren var imidlertid blevet aflyttet af en stikker, og den 10. august 1944 faldt Kristoffersen i et baghold ved Snekkersten Station, hvor både han og gruppekammeraten Jørgen Juel Jensen uden varsel blev skudt og dræbt af Gestapo. Et tredje gruppemedlem, der var gået noget i forvejen, undslap tyskerne.
Allerede den 9. august 1944 var Henry Thomsen blevet arresteret af Gestapo, og blev den 9. september 1944 sendt til koncentrationslejren Neuengamme i Tyskland. Henry Christian Thomsen døde den 4. december 1944 i koncentrationslejren, officielt på grund af lungebetændelse.
Henry Thomsen og hans overlevende kone Ellen Margrethe fik i 1968 udmærkelsen "Retfærdige blandt nationerne" af Jad Vashem.